# Echeta marcapata
Echeta marcapata är en fjärilsart som beskrevs av Druce 1907. Echeta marcapata ingår i släktet Echeta och familjen björnspinnare. Inga underarter finns listade i Catalogue of Life.